# Izabella Arazova
Izabella Arazova, née le 25 septembre 1936, est une compositrice arménienne.

## Biographie
Izabella Konstantinovna Arazova (Arazian) est née à Rostov-sur-le-Don. Elle étudia la musique à Melikyan de 1955 à 1958 et la composition avec Orest Yevlakhov au Conservatoire Rimski-Korsakov de Saint-Pétersbourg de 1961 à 1963 et avec Edouard Mirzoyan au conservatoire de Yerevan de 1964 à 1967. Après avoir terminé ses études, elle enseigna l'orchestration, la composition et l'harmonie à Yerevan jusqu'en 1990. En 1967 elle devint membre de l'union des compositeurs arméniens.
Les œuvres d'Arazova ont été jouées en Arménie, Russie, Estonie, Ukraine, États-Unis, Japon, France et Suisse. Elle habite à Yerevan depuis 1942.

## Œuvres
- Quatuor à cordes n°1, 1965
- Chœurs polyphoniques (S. Kaputikyan), 1966
- Concerto pour Orchestre 1967
- 6 Allégories (V. Grigoryan), 1v, pf, 1969
- Elégie, vc, pf, 1969
- Triptyque, symphonie (Kaputikyan), chœur, orch, 1972
- 3 yaponskikh stikhotvoreniy  (3 poèmes japonais du Moyen Âge), 1v, pf, 1979
- 5 Rétrospections, pf, 1983
- Sonate no.1, vc, 1983
- Sonate no.2, vc, pf, 1984
- Perpetuum mobile, vc, pf, 1985
- Sonate, pf 1985
- Sonate no.3 Sonate-Mystère, vc, pf, 1987
- The World is Just a Dream (poème japonais du Moyen Âge), 1v, pf, 1988
- Sonate, vn, pf 1991
- Quatuor à cordesno.2, 1991
- Quattro, 4 vc, 1995
- Prayer, orch, 1996[2]